# Rudy Sarzo

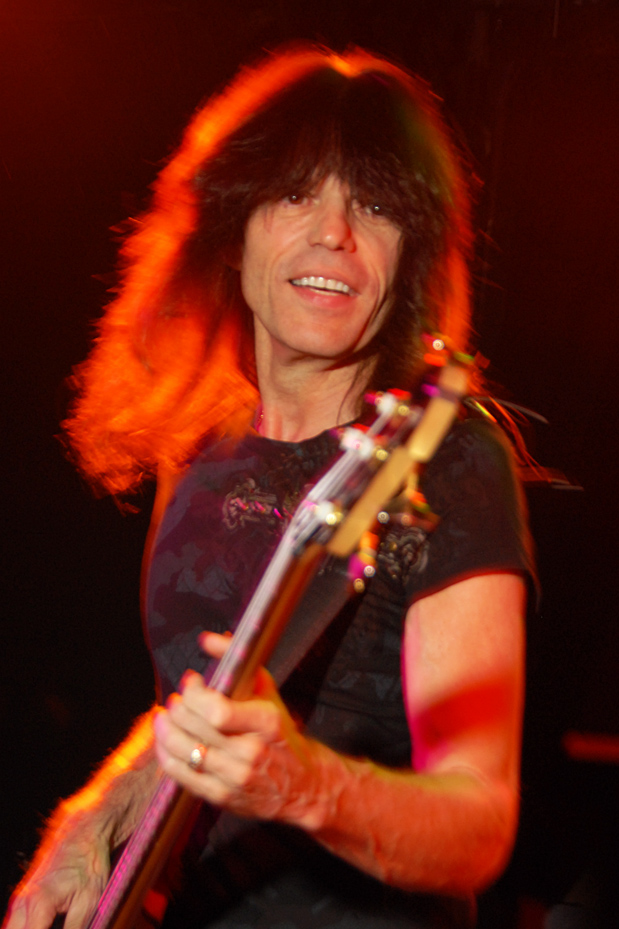
Rudy Sarzo 2009 live im Roxy Theatre

Rodolfo Maximiliano Sarzo Lavieille Grande Ruiz Payret y Chaumont (* 18. November 1950) ist ein kubanisch-US-amerikanischer Metal-/Hard-Rock-Bassist. Er spielte in vielen Bands, etwa bei Quiet Riot, für Ozzy Osbourne, bei Whitesnake, Manic Eden, Dio und Blue Öyster Cult.

## Werdegang
Sarzo ist bereits auf dem Album Quiet Riot II von Quiet Riot (1978) abgebildet, dieses war aber noch von dessen Vorgänger Kelli Garni eingespielt worden. Von März 1981 bis September 1982 spielte Sarzo in der Band von Ozzy Osbourne und erlangte so Bekanntheit. Randy Rhoads hatte ihn empfohlen. Zwar nahm er nie ein Studioalbum mit Osbourne auf, spielte aber auf Speak of the Devil und Tribute mit. Auf Diary of a Madman ist Sarzo zwar aufgeführt, es spielte aber Bob Daisley, der kurz vor der Albumveröffentlichung entlassen wurde.
Sarzo verließ nach Rhoads’ Tod Osbournes Band und schloss sich im September 1982 Quiet Riot bei den Aufnahmen zu Metal Health an. Er nahm diverse Musikvideos mit der Band auf und wurde von den Lesern des Magazins Circus zum Top-Bassisten des Jahres 1983 gewählt. Der Bruch mit Sänger Kevin DuBrow führte im Januar 1985 zur Trennung.
Anschließend gründete er mit Tommy Aldridge M.A.R.S. Mit Aldridge spielte er dann auch von 1987 bis 1994 bei Whitesnake und nahm Slip of the Tongue mit auf. Mehrfach spielte Sarzo danach wieder für Quiet Riot und nahm 1999 und 2001 Alben mit der Band auf. 2004 spielte er für Yngwie Malmsteen. Ab 2007 war er für Blue Öyster Cult tätig. 2011 spielte er Bass für die Dio Disciples. 2012 wurde gemeldet, dass Sarzo bei Blue Öyster Cult ausgestiegen sei und sich fortan auf seine neue Band Tred mit Ex-Anthrax-Sänger Dan Nelson sowie auf sein Anime-Metal-Projekt Animetal USA konzentrieren wolle.

## Diskografie
Mit Ozzy Osbourne
- Speak of the Devil (1982)
- Tribute (1987)
- Diary of a Madman, Ozzy Live – Disc 2 der Diary of a Madman Legacy Edition (2011)

Mit Quiet Riot
- Quiet Riot II (1978)
- Metal Health (1983)
- Condition Critical (1984)
- Alive and Well (1999)
- Guilty Pleasures (2001)

Mit Whitesnake
- Slip of the Tongue (1989)
- Live at Donington 1990 (2011)

Mit M.A.R.S. (MacAlpine/Aldridge/Rock/Sarzo)
- Project Driver (1986)

Mit Manic Eden
- Manic Eden (1994)

Mit Michael Angelo Batio
- Hands Without Shadows – Tribute to Randy (2005)

Mit Dio
- Holy Diver – Live (2006)

Mit Bassinvaders
- Hellbassbeaters (2008)

Mit Tim „Ripper“ Owens
- Play My Game (2009)

Mit Animetal USA
- Animetal USA (2011)
- Animetal USA W (2012)

Charityprojekt
- Emergency „Girlschool Haiti Appeal Cover mit Livewire, Lemmy und Girlschool“ (2011)

Gastauftritte
• Thomas Tomsen „No Return To Earth“ mit Herman Rarebell (2020)